# Pteris daguensis
Pteris daguensis är en kantbräkenväxtart som först beskrevs av Georg Hans Emmo Wolfgang Hieronymus, och fick sitt nu gällande namn av David Bruce Lellinger. Pteris daguensis ingår i släktet Pteris och familjen Pteridaceae. Inga underarter finns listade.